# Перелом палача
Перелом палача — перелом ножек дуги II шейного позвонка, сочетающийся с поперечным разрывом передней продольной связки на уровне между II и III шейными позвонками и смещением атланта и тела эпистрофея кпереди. Впервые был описан у повешенных в 1913 году. В 1964 году R. C. Schneider и соавт. опубликовали статью, в которой указывалось на сходство повреждений шейного отдела позвоночника при дорожно-транспортных происшествиях и у повешенных.

## Механизм возникновения
Необходимыми условиями переломов костных структур являются мягкотканные повреждения, а именно разрыв передней продольной связки и отрыв межпозвонкового диска CII—CIII от нижней и (или) верхней замыкательной пластинки. Это в свою очередь приводит к воздействию сгибательных сил на дугу эпистрофея и последующему её перелому. Перелом дуги обычно симметричный, происходит вблизи тела позвонка.
Основной причиной переломов палача являются дорожно-транспортные происшествия при которых удар приходится в нижнюю часть лица. Описаны случаи возникновения при спортивной травме.

## Эпидемиология
Согласно данным ретроспективного исследования 657 пациентов с переломами шейного отдела позвоночника у 74 (11 %) из них отмечались переломы палача. Возраст подавляющего большинства (57 пострадавших) из них составлял от 20 до 59 лет.

## Классификация и лечение
В литературе нашла широкое применение классификация переломов палача предложенная в 1985 году Levine и Edwards. Согласно ей выделяют несколько типов. Тип I предполагает наличие небольшого смещения тела II шейного позвонка до 3 мм кпереди. Такие переломы являются стабильными и требуют лишь ношения шейного воротника. При типе II имеется смещение и (или) угловое отклонение тела эпистрофея более чем на 11°. Тип III характеризуется значительными смещением и угловым отклонением, которые сопровождаются также смещением суставных поверхностей II и III шейных позвонков. При 2-м типе перелома палача возможно консервативное лечение в виде ношения шейного ортеза Halo 12 недель. При III типе повреждений, а также неэффективности консервативного показано хирургическое вмешательство в виде установки систем, обеспечивающих спондилодез.